# Мельник Леонід Григорович
Мельник Леонід Григорович (народ. 20 березня 1948 р., м. Суми) — радянський і український економіст, публіцист, дитячий письменник, заслужений діяч науки техніки України (2009); лауреат премії Ленінського комсомола СРСР в галузі науки і техніки (1981); лауреат Премії Анни і Петра Патик Канадського Товариства Приятелів України (2005); лауреат Сумської обласної премії імені А. С. Макаренка (2015); доктор економічних наук (1990); професор (1991); Заслужений професор Сумського державного університету (2007); Заслужений науковий діяч Ксіанського університету фінансів і економіки (Китай, 2011); Почесний професор Північно-Західного державного університету (Курськ, Росія, 2013). Професор кафедри економіки, підприємництва та бізнес-адміністрування [Архівовано 10 січня 2022 у Wayback Machine.] Сумського державного університету; директор науково-дослідного Інституту економіки розвитку МОН та НАН України [Архівовано 10 січня 2022 у Wayback Machine.] (у складі Сумського державного університету) за сумісництвом.

## Біографія
У 1966 р. закінчив 11 класів Сумської середньої школи № 8 (клас з поглибленим вивченням математики). У тому ж році поступив на денне відділення машинобудівного факультету Сумського філіалу Харківського політехнічного інституту (СФХПІ), спеціальність «Машини і апарати хімічних виробництв». Закінчив інститут з відзнакою у 1971 р. Починаючи зі школи і по теперішній час займається баскетболом: виступав за збірні школи, інституту/університету, міста, області.
Останній рік навчання в інституті поєднував з роботою інженера-конструктора у конструкторському бюро машинобудівного НВО ім. М. В. Фрунзе (м. Суми). У 1971—1973 рр. працював на посадах інженера та старшого наукового співробітника на науковій тематиці О. Ф. Балацького (на той час — к.е.н., доц.) у СФХПІ. Наукову роботу поєднував з викладанням в інституті.
У 1973—1974 рр. проходив службу у лавах Радянської армії (ВПС, п. Мачулищі, Білорусія). Після армії повернувся до інституту на посаду с.н.с.
Із 1974 р. почав працювати штатним викладачем інституту, де працює дотепер, пройшовши різні ступені: асистент, ст. викладач, доцент (з 1982 р.), професор (з 1990 р.). Викладає дисципліни — економічного, організаційного, управлінського спрямування.  
Робота над науковими проектами дала змогу познайомитися з діяльністю низки галузей (металургія, енергетика, будівництво, хімічна промисловість) та життям багатьох регіонів країни (Донбас, Приазов'я, Урал, Центрально-Чорноземний регіон, Ленінградська область, Поволжя, Красноярський край, Узбекистан, Вірменія, Прибайкалля, Новосибірська область).
Із 1975 р. до розпаду СРСР — керівник та відповідальний виконавець низки тем на замовлення Держкомітету з науки і техніки та Держплану СРСР з оцінки та прогнозування економічних наслідків впливу на довкілля, у тому числі, обґрунтування двох п'ятирічних планів розвитку народного господарства країни.
У 1976 р. із групою однодумців, недавніх студентів, в Сумах заснував аматорський сатиричний театр «Гуморина», який раз на рік виступав зі спектаклями, приуроченими до Дня сміху — 1 квітня. Театр проіснував 10 років; через його сатиричну спрямованість кілька разів виникали проблеми з владою.
У 1977 р. вступив на заочне відділення аспірантури у Московський інститут сталі та сплавів (науковий керівник — д.е.н., проф. В. М. Лексін). Аспірантуру закінчив у 1978 р., захистивши дисертацію на ступінь кандидата економічних наук зі спеціальності 08.00.05 — «Економіка, організація управління і планування народного господарства»); дисертація — «Науково-методичні основи оцінки економічної ефективності і захисту атмосфери у кольоровій металургії (на прикладі металургійних підприємств мідної промисловості)».
У 1981 р. працював три місяці у Болгарії, як командир студентського будівельного загону. У жовтні того ж року нагороджений Премією Ленінського комсомолу у галузі науки і техніки (за престижністю — третьою на той час премією у країні — вона слідувала за Ленінською та Державною преміями). Так був відзначений цикл публікацій «Оцінка і прогнозування економічних наслідків забруднення навколишнього середовища».
У 1985—1986 рр. проходив річне наукове стажування в Нагойському університеті (Японія) на відділенні наук про Землю (науковий керівник — проф. Ясуо Шимадзу).
У 1988—1989 рр. навчався у докторантурі Московського державного інституту народного господарства. Там у 1989 р. захистив докторську дисертацію («Економічні проблеми відтворення природного середовища і удосконалення господарського механізму») на стику двох спеціальностей: 08.00.05 «Економіка, планування і організація управління народним господарством» та 08.00.19 «Економіка природокористування і охорони навколишнього середовища».
У 1970–1980-х роках Л. Г. Мельник одним із перших розробив методи розрахунку екологічної ціни виробництва одиниці продукції, запропонував підходи до прогнозування економічних наслідків впливу на довкілля господарської діяльності, сформулював п'ять груп принципів переходу до сестейнового (sustainable) розвитку.
У 1988 р. публікацією книги «Світ, відкритий знову: народження екологічного мислення» (Москва: Молода гвардія) пробує себе, як автор науково-популярної літератури.
У 1990 р. взяв участь в першій установчій конференції Міжнародної спілки екологічної економіки у Вашингтоні (ISEE), на якій виступив із доповіддю.
Починаючи з 1993 р., під науковим керівництвом Л. Г. Мельника виконується низка міжнародних проектів і грантів за фінансової підтримки наукових програм/фондів TACIS, NATO, Eurasia, Британської ради, Світового банку, ПРООН, Програми людського виміру, Жана Моне, а також урядів Білорусії, Литви, РФ, України, Фландрії (земля Бельгії).
Із 1993 р. очолює кафедру економіки СумДУ (пізніше — кафедра економіки та бізнес-адміністрування, а з 2018 р. — кафедра економіки, підприємництва та бізнес-адміністрування).
Із 1999 р. у СумДУ видається започаткований Л. Г. Мельником міжнародний науковий журнал «Механізм регулювання економіки», головним редактором якого він є.
У 2004 р. підтримав студентську акцію протесту проти об'єднання сумських університетів. Після тримісячного протистояння акція закінчилася перемогою протестувальників — Президент країни Л. Д. Кучма скасував свій указ про об'єднання університетів.
У 2007 р. за ініціативи Л. Г. Мельника у складі СумДУ засновано науково-дослідний Інститут економіки розвитку подвійного підпорядкування — МОН і НАН України. Із моменту створення Л. Г. Мельник є його директором.
Починаючи з другої половини 2000-х рр., після народження онуків, наукову діяльність поєднує із написанням дитячих творів, головним чином, казок і віршів.
У період 2015—2017 рр. Л. Г. Мельник — керівник наукового проекту ЄС Жана Моне із запозиченням методів ЄС у забезпеченні сестейнового розвитку України. Робота над проектом зумовила детальне дослідження соціально-економічних проблем, пов'язаних із особливостями III-ї і IV-ї промислових революцій. Виступає з циклом публічних лекцій та наукових доповідей, присвячених цій тематиці, як в Україні, так і за її межами (Австрія, Італія, Іспанія, Латвія, Литва, Німеччина).

## Наукова діяльність
У другій половині 1970-х років при виконанні науково-дослідних тем Л. Г. Мельником була сформульована концепція екологічної ціни виробництва одиниці продукції. Інший важливий напрям наукових досліджень розроблення методології прогнозування еколого-економічних наслідків розвитку промислових комплексів та оцінки ефективності проектних рішень з урахуванням екологічних факторів.
Результати зазначених досліджень увійшли складовими до кандидатської дисертації, захищеної Л. Г. Мельником у 1978 р. у Московському інституті сталі та сплавів. Значною мірою вони опубліковані (у співавторстві з В. М. Лексіним та М. В. Крупкіним) у монографії «Ефективність удосконалення виробництва в кольоровій металургії» («Эффективность совершенствования производства в цветной металлургии») (1980 р.).
У 1981 р. цикл публікацій Л. Г. Мельника (у співавторстві з В. М. Бороносом і Е. Г. Козіним) «Оцінка і прогнозування економічних наслідків забруднення навколишнього середовища» був удостоєний премії Ленінського комсомолу у галузі науки і техніки. У тому ж році зазначений науковий колектив виборов перше місце у конкурсі молодих науковців імені академіка Г. Ф. Проскури за роботу «Оцінка і прогнозування соціально-економічних наслідків науково-технічного прогресу».
У 1980-х роках Л. Г. Мельником розвиваються наукові ідеї з еколого- економічного обґрунтування проектів соціально-економічного розвитку на рівні територій і галузей, що знаходять практичну реалізацію у науково-дослідних темах, які виконуються під його науковим керівництвом. Зокрема, це проекти з еколого-економічного обґрунтування двох п'ятирічних планів соціально-економічного розвитку народного господарства СРСР (1976—1980 рр. і 1981—1985 рр.), планів розвитку територіальних економічних комплексів (Центрально-Чорноземного регіону РФ, Вірменської РСР, Кансько-Ачинського паливно-енергетичного комплексу, регіону озера Байкал), схем розвитку окремих галузей (чорної та кольорової металургії, енергетики, хімічної промисловості).
У 1983—1984 рр. у провідних наукових журналах Радянського Союзу — «Экономические науки» та «ЭКО» — надруковано дві статті Л. Г. Мельника: «Учёт экологических показателей при решении хозяйственных задач» та «Экологическая составляющая в жизни предприятия». Зазначені статті були опубліковані також англійською мовою в США в журналі «Проблеми економіки» (Problems of Economics, New-York, March, 1984/vol. XXVI-№ 11 та June, 1985/vol. XXVIII, № 2).
У 1985—1986 pp. під час річного наукового стажування в Японії Л. Г. Мельник поєднав розроблену ним методологічну основу визначення екологічної ціни і математичний апарат реалізації міжгалузевих оцінок за методом В. Леонтьєва «витрати-результати», який використовувався японськими колегами для визначення енергоємності одиниці продукції. Цей метод дозволив визначити показники екологічної ціни одиниці продукції у різних галузях японської економіки. Наукові результати були опубліковані спільно з японським колегами в Японії і Радянському Союзі.
У другій половині 1980-х років під науковим керівництвом Л. Г. Мельника було розпочато дослідження економічного механізму відтворення компонентів природного середовища. Основні результати було узагальнено в його монографії «Економічні проблеми відтворення природного середовища» (вид-во «Вища школа», Харків, 1988 р.). У 1989 р. Л. Г. Мельником захищена докторська дисертація в Московському інституті народного господарства ім. Г. В. Плеханова.
У 1975–1980-х роках бере участь у розробленні кількох народногосподарських і галузевих методик із оцінки економічних наслідків впливу на довкілля та визначення економічної ефективності природозахисних заходів та проектних рішень.
У 1980 р. у головному українському журналі економічної науки «Економіка України» виходить перша наукова стаття Л. Г. Мельника. У подальшому у журналі вийшло ще 8 його публікацій (1983, 1985, 1996, 1998, 1999, 2001, 2011).
Наприкінці 1980-х Л. Г. Мельник — один із авторів й ініціаторів впровадження системи екологічних платежів, яка експериментально була апробована в м. Суми. Після цього система була впроваджена і законодавчо закріплена в Україні та інших країнах пострадянського простору.
У 1990 р. у провідному науковому журналі країни «Вестник Академии наук СССР» виходить стаття Л. Г. Мельника «Всё, что взято — возмести».
У 1990 р. у Вашингтоні (США) відбулася перша установча конференція Міжнародної спілки екологічної економіки (ISEE) «Екологічна економіка сталого розвитку» («The Ecological Economics of Sustainability»). Вона проходила за участі провідних вчених, ідеологів сталого розвитку (Г. Дейлі, Р. Констанзи, К. Фольке, С. Фуше, А.-М. Янсон та ін.) і стала своєрідною репетицією Всесвітнього саміту (який пройшов два роки потому у Ріо-де-Жанейро). Л. Г. Мельник виступив на секції конференції з доповіддю «Екологічні принципи соціально-економічного розвитку».
Повернувшись із конференції, Л. Г. Мельник змушений був одним із перших в країні перекласти російською та українською мовами термін «sustainable development», незрозумілий на той час навіть англомовним читачам. Наразі зроблений ним переклад («стійкий розвиток» (укр.), «устойчивое развитие» (рос.)) Л. Г. Мельник вважає помилковим, адже на усталений термін, який характеризував одномірне поняття («розвиток, що не передбачає різких стрибків»), було нашаровано нове багатомірне поняття, що включає різні складові: економічну, соціальну, екологічну, етичну, особистісну, ін. Наразі Л. Г. Мельник у своїх працях використовує кальку з англійської — «сестейновий розвиток» (укр.) — для позначення поняття, прийнятого в Ріо де Жанейро у 1992 р.
У 1992 р. у Стокгольмі на другій конференції ISEE «Інвестування у природний капітал: передумови сталого розвитку», яка проводилася після Всесвітнього Саміту у Ріо, Л. Г. Мельник виступив із доповіддю на тему: «Екологічна ціна як захід оптимізації інвестицій».
У 1991 р. Л. Г. Мельник — один із засновників у рідному університеті спеціалізованої вченої ради із захисту економічних дисертацій. Виконував обов'язки заступника голови і голови ради.
За роки незалежної України Л. Г. Мельник керував багатьма фундаментальними і прикладними науковими проектами, у тому числі такими, що фінансувалися програмами Світового банку, NATO, Уряду Фландрії, Фонду Жана Моне та іншими міжнародними організаціями/програмами. Серед таких наукових розробок — оцінка екологічних витрат виробництва національного продукту в Україні, еколого-економічне обґрунтування національної програми відмови від виробництва і використання озоноруйнівних речовин, обґрунтування засад сталого розвитку, соціально-економічний аналіз передумов формування інформаційного суспільства тощо.
У 2003 р. на замовлення Мінекології України науковим колективом під керівництвом Л. Г. Мельника було виконано наукову роботу з економічної оцінки екологічних втрат від виробництва національного продукту України, у тому числі, в розрахунку на його одиницю. Оцінки були виконані за дев'ятьма групами формування екологічних втрат. Уперше на пострадянському просторі за методом В. Леонтьєва «витрати-результати» були розраховані значення екологічної ціни (питомих екологічних втрат) в основних секторах національної економіки.
Із 1999 р. Л. Г. Мельник є головним редактором заснованого ним міжнародного наукового журналу «Механізм регулювання економіки» (Mechanism of Economic Regulation). Він також входить до складу редакційних колегій кількох міжнародних наукових журналів.
Із початку 2000 р. починає видаватися заснована Л. Г. Мельником серійна міжнародна монографія «Методи вирішення екологічних проблем» (рос. мов.). Наразі світ побачили вже 5 томів видань зазначеної монографії, у яких узяли участь науковці з 15 країн.
Із початку 2000-х років під керівництвом Л. Г. Мельника також розпочинаються дослідження проблем формування інформаційного суспільства, як передумови переходу до сталого розвитку. Започатковується серійна міжнародна монографія «Соціально-економічні проблеми інформаційного суспільства» (рос. мов.). Наразі вже вийшло два томи монографії за участі науковців 10 країн. У 2005 р. у Тунісі д.е.н. Л. Г. Мельник бере участь у Всесвітньому саміті із інформаційного суспільства, де виступає з доповіддю на одній із секцій.
У 2007 р. за ініціативи д.е.н. Л. Г. Мельника у складі СумДУ створено науково-дослідний Інститут економіки розвитку подвійного підпорядкування — МОН України і НАН України (за науковою координацією Інституту економіки і прогнозування НАН України). За роки діяльності інститутом виконано більше двадцяти наукових проектів.
У 2010 р. у провідному науковому журналі країни «Вісник Національної академії наук України» друкується стаття Л. Г. Мельника «Формування економіки знань, або Принципи організації майбутнього».
До наукових здобутків Л. Г. Мельника за період 2000–2010-х років слід віднести розробку теорії розвитку систем і узагальнення механізмів їх самоорганізації. Зокрема, визначені передумови самоорганізації і сформульовано кілька її законів, напр.: балансу припливу/відпливу ентропії; оптимуму системоутворюючих факторів (гармонії триєдиних начал); адекватності реакцій системи на дію зовнішнього середовища; відповідності ефективності системи її інформаційному рівню; швидкості розвитку системи та ін. Досліджено та пояснено триалектичну природу формування систем на основі взаємодії трьох сутнісних начал: матеріально-енергетичного, інформаційного та синергетичного. Запропоновано оригінальне визначення інформації («інформація — це природна реальність, що несе в собі характерні ознаки предметів і явищ природи, які проявляються у просторі і часі»). Обґрунтовано принципи проектування соціально-економічних систем при переході до інформаційного суспільства (забезпечення самовідтворення і самоорганізації систем, врахування коеволюції систем, забезпечення балансу стабільних і змінних компонентів систем, дематеріалізації трансформаційних процесів та ін.). Висунуто і обґрунтовано гіпотезу існування на Землі єдиного антиентропійного потенціалу планети.
Результати досліджень, виконаних за проектом ЄС Жана Моне, щодо соціально-економічного розвитку людства у ході III і IV промислових революцій, були опубліковані в монографії «Народження сестейнової економіки».
Їх популяризації були присвячені понад 30 лекцій та наукових доповідей, зроблених автором в Україні та за кордоном.
Значна увага приділяється впровадженню результатів наукових досліджень у підготовку законодавчих актів. Зокрема, Л. Г. Мельник брав участь у розробленні економічного механізму до Закону України «Про охорону навколишнього природного середовища» (1991 р.) та Закону України «Про основні засади розвитку інформаційного суспільства на 2007—2015 роки» (2007 р.)
Л. Г. Мельник проходив наукове стажування в Бельгії, Литві, Німеччині, Новій Зеландії, США, Японії.
За одноосібним авторством Л. Г. Мельника було опубліковано 10 монографій, і ще 6 — у співавторстві. Він також брав участь у підготовці 17 монографій, у тому числі, 7 — за його науковим редагуванням. Біля 20 статей Л. Г. Мельника опубліковано в журналах, що індексується наукометричними базами даних SCOPUS і WoS.
У своїх наукових книгах, як правило, висловлює вдячність ученим, яких він вважає своїми вчителями: О. Ф. Балацькому, К. Г. Гофману, В. М. Лексіну, М. Ф. Реймерсу.
Під науковим керівництвом Л. Г. Мельника захищено 19 кандидатських (у тому числі — 2, авторами яких були громадяни інших країн: Нідерландів і КНР) і 7 докторських дисертацій.
Л. Г. Мельник опублікував авторський енциклопедичний словник «Економіка і інформація: економіка інформації та інформація в економіці». Також підготував понад 40 статей до трьохтомної «Екологічної енциклопедії» і статтю до енциклопедії ЮНЕСКО «Життєпідтримуюча система» (Encyclopedia of Life Support System), яка була видана в Швейцарії. Одна стаття за його авторством була опублікована в Енциклопедії сучасної України.
Л. Г. Мельник виступив з доповідями на міжнародних наукових форумах (конференціях і семінарах) в Австралії, Австрії, Білорусії, Бельгії, Великій Британії, Гані, Греції, Йорданії, Іспанії, Італії, на Кіпрі, Коста-Риці, Латвії, Литві, Нідерландах, Німеччині, Норвегії, Польщі, Португалії, Росії, Республіці Чехія, США, Тунісі, Туреччині, Угорщині, Фінляндії, Франції, Швеції, Японії.

## Викладацька діяльність
Викладацьку діяльність розпочав після закінчення інституту — у 1971 р. — із викладання основних навчальних курсів: економіки, організації і управління. Викладання в університетських аудиторіях поєднував з освітньою діяльністю у виробничих колективах і школах (курси перепідготовки персоналу, спеціальні тренінгові програми, освітницькі лекції і заняття). Основними навчальними дисциплінами є економіка підприємства, економіка розвитку, організація і планування, управління, праця керівника, бізнес-адміністрування, промислові революції, сестейновий розвиток, інформаційна економіка, методи прогнозування, екологічна економіка, досвід ЄС та ін. Був визнаний кращим лектором СФХПІ 1987—1988 навчального року.
Л. Г. Мельник проходив викладацьке стажування в Бельгії, Іспанії, Нідерландах, Новій Зеландії, Франції, США, Японії.
Починаючи з 1998 р., підготовлено понад 20 підручників та навчальних посібників. Переважна більшість із них — за одноосібним авторством Л. Г. Мельника або за його науковою редакцією. Більшість підручників і навчальних посібників мають гриф МОН України. Також слід зазначити, що авторські колективи більш ніж половини навчальної літератури, підготовленої за редагування Л. Г. Мельника, є міжнародними. Такими, зокрема, є підручники: «Економіка природокористування», «Довкілля і здоров'я», «Соціально-економічний потенціал сталого розвитку», які мають англомовні версії і видавалися за фінансової підтримки Уряду Фландрії (Бельгія). Слід зазначити, що за ініціативи Посла Бельгії в Україні, у 2008 р. презентація цього підручника пройшла в м. Суми (куди Посол приїздив особисто), а також в посольствах Бельгії у Києві та у Москві.
Видання серії навчальної літератури з «Основ стійкого розвитку» (підручник, практикум, посібник з перепідготовки фахівців та посібник з післядипломної освіти) фінансово підтримала Британська рада. Ця серія також готувалася міжнародним авторським колективом.
Останні одноосібні підручники Л. Г. Мельника «Экономика развития» (2013) та «Зелена економіка» (2018), а також навчальний посібник за співавторством групи науковців «Економіка розвитку» (2017) присвячені вкрай актуальним сучасним викликам і питанням реалізації досягнень III-ї і IV-ї промислових революцій.
Характерною особливістю навчальної літератури авторства чи редагування Л. Г. Мельника є поєднання наукової глибини та популярних форм (есе, казки, притчі, тести і навіть кросворди та ребуси).
Окрім України, Л. Г. Мельник читав лекції в навчальних закладах Австралії, Бельгії, Білорусії, Болгарії, Гани, Іспанії, Латвії, Литви, Нідерландів, Німеччині, Нової Зеландії, Норвегії, Польщі, РФ, США, Республіки Чехія, Японії.

## Науково-популярна та літературна творчість
Перша науково-популярна книга Л. Г. Мельника — «Мир, открытый заново: рождение экологического мышления» — вийшла у видавництві «Молода гвардія» (Москва) накладом 50 тис. примірників. Її рецензентом був відомий радянський еколог М. Ф. Реймерс, якого автор дуже поважав і знайомство з яким він надзвичайно цінив. Суворий рецензент в першому абзаці 4-сторінкової рецензії писав: «Тема взаимоотношения природы и человека в последние годы так заезжена, что написать что-то свежее и необычное очень трудно. Тем приятнее отдать должное автору — этой цели он достиг. Пожалуй, не изложенными фактами и даже не оригинальностью постановки вопросов, а, скорее, стилем изложения, его динамичностью, множественностью подходов и яркой личной причастностью автора. Л. Г. Мельнику, как в музыке, удалось оранжировать известные мотивы не совсем обычным образом и факты зазвучали по-новому. Текст воспринимается именно как сопереживание и поэтому, вероятно, будет очень близок молодому читателю». У 1990 р. книга була видана вірменською мовою Єреванським видавництвом «Луйс» накладом 5 тис. примірників.
У 1986 р. науково-популярну статтю Л. Г. Мельника «Экономисты идут по следу», в якій він розповідав про методи оцінки еколого-економічних збитків, друкує в Ленінграді альманах «Человек и стихия».
Наприкінці 1980-х — на початку 1990-х років у московському журналі «Энергия (экономика, техника, экология)» одна за одною друкуються 7 статей Л. Г. Мельника, в яких він у популярній, а інколи й художній формі розповідає про особливості життя і вирішення екологічних проблем, побачені ним у Японії і Німеччині. Про стиль автора говорять назви статей: «Наш пейзаж на фоне Фудзиямы», «Зажигать свет до наступления темноты», «Возвращение Голубого Рейна» та ін. Деякі із статей без відома автора передруковують регіональні газети, про що він дізнається випадково. У 1992 р. науково-популярну статтю Л. Г. Мельника «…И снова видна Фудзи» друкує один із найвідоміших на той час в СРСР науково-популярний журнал «Знание — сила».
У 1987—1990 рр. у провідному виданні новин країни «Вестник АПН СССР» («Вісник Агентства друку і новин СРСР») кількома мовами друкується низка популярних статей Л. Г. Мельника, в яких розглядаються принципи переходу суспільства до екологічно збалансованого розвитку (зокрема статті: «Знать, хотеть, уметь, или Перестройка в природопользовании», «Учитывая законы „экологической республики“ та ін.).
У 2005 р. світ побачила нова науково-популярна книга російською мовою „Таємниці розвитку“ („Тайны развития“), яка мала у дужках підназву: „Не очень серьёзная книга об очень серьёзном“. Книгу в карикатурному жанрі проілюстрував колишній випускник СумДУ Михайло Волов, лауреат конкурсів карикатуристів.
Наступного року (2006) з ілюстраціями того ж художника вийшла українською мовою популярна за формою книга „Основи стійкого розвитку“. За змістом вона була навчальним посібником.
У 2002 р. у журналі „Надзвичайна ситуація“ друкується публіцистичне есе Л. Г. Мельника „…Україна не вмерла і має дуже хороші шанси вижити“. А у 2004 р. виходить його публіцистична брошура „New-Васюки“ глобального масштаба» — про можливості України у глобальному середовищі.
Після «студентської революції» (2004 р.) проти об'єднання університетів у м. Суми Л. Г. Мельник разом із двома іншими її учасниками Сергієм та Наталією Ілляшенко видають публіцистичну книгу «VIVAT ALMA MATER, или Хроника палаточной революции в Сумах — 2004» (2006, 400 с.), де аналізуються події, що сколихнули українське суспільство.
Після народження онуків (Даніела — у 2006 р. і Даріана — у 2008 р.) у творчості Л. Г. Мельника з'являється новий вектор — вечірні казки на замовлення онуків. Загалом дитячих казок, оповідань і віршів набралося з того часу на 12 «самвидавничих» книжок, які згодом увійшли до трьох друкованих дитячих книг: «Говорилки с мыслилками», «Придумки», «Превращалки» (відповідно: 2011, 2013, 2016).
У 2011 р. журнал «Надзвичайні ситуації і цивільний захист» публікує вірш Л. Мельника «Что будет, когда Земли не будет?», а у 2012 р. на Сумському обласному радіо Л. Мельник записує у власному виконанні свою сатиричну поему «Ничего», в якій показана роль фемів у сучасному суспільстві.
У 2015 р. Л. Г. Мельник бере участь у конкурсі науково-популярних книжок, який проводять Державний фонд фундаментальних досліджень України (ДФФД), а також МОН і НАН України. Його робота отримує сертифікат відзнаки ДФФД, а книга «Философские сказки о развитии (просто о сложном)» потрапляє до номінації «Кращі науково-популярні книжки країни за 2015 р.».
У 2018 р. українською виходить серія «Розумник» із 7 маленьких книжок для дітей середнього шкільного віку: «Казка про те, як пам'ять працівників шукала», «Казка про Ніщо», «Як фанера літаком стала», «Чому бувають квіти» та ін.
У тому ж році світ побачила серія «Сучасні казки» із книжок для дітей старшого шкільного віку: «Казки про розвиток», «Казки про системне мислення», «Казки із майбутнього», «Дива дивні» та ін.

## Захоплення та громадська діяльність
За свідченням самого Л. Г. Мельника, на характер його наукової і викладацької діяльності вплинули два захоплення: спорт і виступи на сцені. Спорт привчив орієнтуватися на кінцевий результат, працювати в команді і на команду, тримати під контролем час. Виступи на сцені навчили відчувати стан аудиторії і впливати на неї.
Рідним для Л. Г. Мельника видом спорту, яким він займається з дитинства, є баскетбол. У баскетболі він, як правило, грає на позиції № 1, тобто виконує функції диспетчера. Це прививає вміння розв'язувати командні задачі. У свій час входив до збірних школи, університету, міста, області, військової частини, де він служив. Наразі виступає за команди викладачів свого університету. Крім баскетболу займався легкою атлетикою, гімнастикою, хокеєм, лижами, футболом, ковзанами. Останніми трьома видами спорту при нагоді займається і зараз.
Виступати на сцені почав зі шкільних часів. Новий імпульс дала участь в університетській команді КВН, де він був капітаном. Це крім того змушувало самому писати тексти виступів. Після заборони КВН у середині 1970-х років із групою однодумців (колишніх студентів та учасників цієї гри) створив у Сумах сатиричний театр «Гуморина», який раз на рік (31.03–2.04) давав серію вистав, присвячених Дню сміху. Театр проіснував десять років. Деякі з вистав заборонялися владою через те, що, як здавалося чиновникам, сатира перевищувала допустимі норми. Наслідками були проблеми, які виникли у аматорських акторів.
Л. Г. Мельник намагався уникати того, що формально називається «участь у громадському житті», особливо у політиці. Тим не менш, це саме «громадське життя» його само знаходило. За радянських часів цьому сприяла і позиція керівника кафедри, на якій працював Л. Г. Мельник, — Балацького Олега Федоровича, який сам активно займався громадською діяльністю. Зокрема, за його ініціативи у 1980-і роки Л. Г. Мельник тричі ставав депутатом районної ради і один раз (на початку 1990-х) — депутатом обласної ради. У кожній каденції він головував у депутатських комісіях з екології.
За ініціативи Л. Г. Мельника (який у той час очолював обласну депутатську комісію з екології) м. Суми і Сумська область одними із перших у Європі у 1993 р. підписали Хартію територій сталого розвитку. Проект озеленення регіону увійшов до 50 найкращих місцевих проектів світу у 1993—1995 рр. за версією Міжнародної ради місцевих екологічних ініціатив (ICLEI). На початку 2000-х років за ініціативи Л. Г. Мельника науковці разом із фахівцями Сумської державної обласної адміністрації розробили концепцію ЕКОПОЛІСа — регіонального науково-виробничо-навчального комплексу з виробництва товарів екологічного призначення — як одну із форм реалізації «Local Agenda» (тобто місцевої програми дій зі сталого розвитку).
Л. Г. Мельник активно читав лекції в різних позауніверситетських курсах та лекторіях, які були особливо поширені у радянські часи (товариство «Знання», університет  марксизму-ленінізму тощо). На початку 1990-х років він став одним із засновників міжнародної конференції для студентів і молодих вчених «Економіка для екології», яка проводиться у СумДУ вже понад 25 років.
У 2004 р. Л. Мельник активно підтримав студентську акцію проти об'єднання сумських університетів, вважаючи це інтелектуальним геноцидом українського народу («об'єднувачі» обіцяли поширити об'єднання ВНЗ на інші регіони, залишивши у кожному місті не більше одного університету). Як відомо, після двомісячного протистояння акція завершилася перемогою протестувальників — Президент країни підписав Указ про скасування свого попереднього Указу про об'єднання університетів.
У 2004 р., за опитуванням газети «Панорама», Л. Г. Мельника було визнано «Людиною року» у м. Суми. За опитуванням тієї ж газети він також входив протягом кількох наступних років (поки таке опитування проводилося) до «Топ 50: найвпливовіші і авторитетні особистості Сумщини».
Л. Г. Мельник підтримав також «Помаранчеву революцію» і «Революцію Гідності». Після окупації Росією Криму у 2014 р. у журналі «Механізм регулювання економіки» він опублікував редакторську статтю із засудженням дій окупантів «Про економічні наслідки порушення Божих заповідей (у світлі сучасного україно-російського конфлікту)».
У 2014 р. Л. Г. Мельник підтримав ініціативу фахівців Сумської обласної бібліотеки про започаткування Вернадських слухань. З того часу щорічно у березні він виступає з публічною лекцією, в якій говорить про найбільш злободенні виклики людства.
У тому ж році Л. Г. Мельник разом зі своїм багаторічним баскетбольним товаришем і колегою д.е.н. О. М. Дериколенком, а також групою молодих однодумців ініціюють створення у СумДУ потужної баскетбольної команди, стаючи її натхненниками. Перший рік команда виступає у першій лізі, потім — у вищій. У 2017 та 2018 роках за сумою виступів у великому та міні-баскетболі (стріт-болі) серед університетських команд України вона посідає І місце.

## Публікації
Л. Г. Мельник — автор понад 600 друкованих робіт, у тому числі, — 70 книжок, опублікованих в СРСР, Україні та за кордоном.

### Наукові праці
- Лексин В. Н., Крупкин Н. В., Мельник Л. Г. Эффективность совершенствования производства в цветной металлургии (методы оценки и анализа). Монография. — М.: Металлургия, 1980. — 216 с.
- Балацкий О. Ф., Мельник Л. Г., Яковлев А. Ф. Экономика и качество окружающей природной среды. Монография. — Ленинград: Гидрометеоиздат, 1984. — 190 с. (В 1984 г. Научно-экономическим обществом СССР признана лучшей опубликованной в печати работой в области экономики природопользования).
- Мельник Л. Г., Таганов Д. Н., Гармаш А. Н. Долгосрочное прогнозирование уровня и возможных отрицательных последствий загрязнения атмосферы. Научная брошюра. — Обнинск: ВНИИГМИ-МЦЦ, 1984. — 62 с.
- Балацкий О. Ф., Мельник Л. Г., Ярош Н. В. и др. Экология и экономика. Монография. — К.: Урожай, 1986. — 106 с.
- Мельник Л. Г., Тарановский В. И., Шепеленко А. Н., Огава К. Рециркуляция в цветной металлургии Японии. Научная брошюра. — М.: ЦНИИ цветмет экономики и информации, 1988. — 40 с.
- Мельник Л. Г. Экономические проблемы воспроизводства природной среды. Монография. — Харьков: Выща школа, 1988. — 160 с.
- Иванов О. В., Мельник Л. Г., Шепеленко А. Н. В борьбе с драконом «Когай»: опыт природопользования в Японии. Монография. — М.: Мысль, 1991. — 236 с.
- Мельник Л. Г. Фундаментальные основы развития. Монография. — Сумы: Университетская книга, 2003. — 288 с. (У 2003 р. за версією експертів «Книжник-Review» включено до символічної «Чудової сімки» — списку семи кращих книг року, виданих в Україні).
- Методи оцінки екологічних втрат. Монографія / За ред. Л. Г. Мельника, О. I. Карінцевої. — Суми: Університетська книга, 2004. — 288 с.
- Environmental Costs of Production in Ukraine. Research Paper / Editors: L. Melnik, A. Karintseva. — Sumy: Publishing House «Foligrant», 2004. — 36 p.
- Мельник Л. Г. Методология развития. Монография. — Сумы: Университетская книга, 2005. — 602 с.
- Мельник Л. Г. Экономика и информация: экономика информации и информация в экономике. Энциклопедический словарь. — Сумы: Университетская книга, 2005. — 384 с. (Диплом II ступеня на Одеському книжковому форумі, 2005).
- Мельник Л. Г. Экономика развития. Монография. — Сумы: Университетская книга, 2006. — 662 с.
- Социально-экономические проблемы информационного общества. Монография. Вып. 2 / Под ред. Л. Г. Мельника, М. В. Брюханова. — Сумы: Университетская книга, 2010. — 896 c.
- Мельник Л. Г. Теория самоорганизации экономических систем. Монография. — Сумы: Университетская книга, 2012. — 440 с.
- Мельник Л. Г. Триалектические основы управления развитием экономических систем. Монография / Л. Г. Мельник. — Сумы: Университетская книга, 2015. — 448 с.
- Мельник Л. Г. Теория развития систем. Монография. — Саарбрюкен (Saarbrücken), Германия: Palmarium Academic Publishing, 2016. — 528 c.
- Мельник Л. Г. Рождение сестейновой экономики: Опыт ЕС и практика Украины в свете III и IV промышленных революций. Монография. — Сумы: Университетская книга, 2018. — 432 с.
- Мельник Л. Г. «Машина времени Н. Н. Неплюева» (Социально-экономический анализ). Монография. — Сумы: Университетская книга, 2018. — 368 с.

### Навчальна література
- Экономика природопользования. Учебник (с грифом МОН Украины) / Под ред. Л. Хенса, Л. Мельника, Э. Буна. — К.: Наукова думка, 1998. — 480 с.
- Environmental Economics. The textbook / Editors: L. Hens, L. Melnik, E. Boon. — К.: Naukova Dumka, 1998. — 496 p.
- Окружающая среда и здоровье. Учебное пособие (с грифом МОН Украины) / Под ред. Л. Хенса, Л. Мельника, Э. Буна. — К.: Наукова думка, 1998. — 326 с.
- Environment and Health. The textbook / Editors: L. Hens, L. Melnik, E. Boon. — К.: Naukova Dumka, 1998. — 330 p.
- Мельник Л. Г. Экономика развития. Учебное пособие. — Сумы: Университетская книга, 2000. — 450 с.
- Мельник Л. Г. Екологічна економіка. Підручник (з грифом МОН України). — Суми: Університетська книга, 2001, 2003, 2006. — 368 с.
- Мельник Л. Г., Каринцева А. И. Экономика предприятия. Учебное пособие (с грифом МОН Украины). — Сумы: Университетская книга, 2002. — 400 с.
- Мельник Л. Г. Информационная экономика. Учебное пособие. — Сумы: Университетская книга, 2003. — 288 с.
- Економіка підприємства. Підручник (з грифом МОН України) / За ред. Л. Г. Мельника. — Суми: Університетська книга, 2004, 2006. — 648 с.
- Мельник Л. Г., Ильяшенко С. Н., Касьяненко В. А. Экономика информации и информационные системы предприятия. Учебное пособие (с грифом МОН Украины). — Сумы: Университетская книга, 2004. — 400 с.
- Мельник Л. Г. Основи стійкого розвитку: посібник для післядипломної освіти. Навчальний посібник (з грифом МОН України). — Суми: Університетська книга, 2006. — 368 с.
- Основи екології. Екологічна економіка та управління природокористуванням. Підручник (з грифом МОН України) / За заг. ред. Л. Г. Мельника, М. К. Шапочки. — Суми: Університетська книга, 2006. — 759 с. (Дипломи І ступеня на Одеському і Запорізькому книжкових форумах, 2006).
- Социально-экономический потенциал устойчивого развития. Учебник (с грифом МОН Украины) / Под ред. Л. Г. Мельника, Л. Хенса. — Сумы: Университетская книга, 2007. — 1120 с.
- Social and Economic Potential of Sustainable Development. The textbook / Editors: L. Hens, L. Melnyk. — Sumy: University Book, 2008. — 320 p.
- Устойчивое развитие: теория, методология, практика. Учебник (с грифом МОН Украины) / Под ред. Л. Г. Мельника. — Сумы: Университетская книга, 2009. — 1216 с.
- Бізнес-адміністрування: магістерський курс. Підручник (з грифом МОН України) / Під ред. Л. Г. Мельника, C. М. Ілляшенко, І. М. Сотник. — Суми: Університетська книга, 2009. — 896 с.
- Мельник Л. Г., Дегтярьова І. Б., Кубатко О. В. Україна та ЄС: передумови та вектори соціально-економічної інтеграції. Навчальний посібник. — Суми: Издательство СумГУ, 2012. — 254 с.
- Экономика развития. Учебное пособие / Под ред. Л. Г. Мельника, А. Вик. Кубатко. — Сумы: Университетская книга, 2017. — 352 с.
- Мельник Л. Г. Экономика развития. Учебник (с грифом МОН Украины). — Сумы: Университетская книга, 2013. — 784 с.
- Мельник Л. Г. «Зелена» економіка (Досвід ЄС і практика України у світлі III і IV промислових революцій). Підручник. — Суми: Університетська книга, 2018. — 463 с.

### Науково-популярні та публіцистичні твори
- Мельник Л. Г. Мир, открытый заново: рождение экономического мышления. Научно-популярная книга. — М.: Молодая гвардия, 1988. — 256 с.
- Мельник Л. Г. Мир, открытый заново: рождение экономического мышления. Научно-популярная книга. — Ереван: Луйс, 1990. — 350 с. (на армянском языке).
- Мельник Л. Г. New-Васюки глобального масштаба: экономические эссе. Публицистическая брошюра. — Сумы: Университетская книга, 2004. — 56 с.
- Мельник Л. Г. Тайны развития (не очень серьезная книга об очень серьезном). Научно-популярная книга. — Сумы: Университетская книга, 2005. — 378с.
- Мельник Л. Г., Ильяшенко С. Н., Ильяшенко Н. С. Vivat, Alma Mater, или Хроника палаточной революции в Сумах-2004. Публицистическая книга. — Сумы: Университетская книга, 2006. — 400 с.

### Художні твори
- Мельник Л. Г. Говорилки с мыслилками. Детская книга. (Серія «Розумник»). — Сумы: Университетская книга, 2011. — 208 с.
- Мельник Л. Г. Придумки. Детская книга. (Серія «Розумник»). — Сумы: Университетская книга, 2013. — 106 с.
- Мельник Л. Г. Философские сказки о развитии (просто о сложном). Художественная научно-популярная книга. — Сумы: Университетская книга, 2015. — 382 с.
- Мельник Л., Даниил, Дариан. Превращалки. (Серія «Розумник»). — Сумы: Университетская книга, 2016. — 160 с.
- Мельник Л. Казки про розвиток. (Серія «Сучасні казки»). — Суми: Університетська книга, 2019. — 64 с.
- Мельник Л. Казки про системне мислення. (Серія «Сучасні казки»). — Суми: Університетська книга, 2018. — 56 с.
- Мельник Л. Казки з майбутнього. (Серія «Сучасні казки»). — Суми: Університетська книга, 2018. — 68 с.
- Мельник Л., Даніел, Даріан. Дива дивні. (Серія «Сучасні казки»). — Суми: Університетська книга, 2018. — 56 с.
- Мельник Л. Казки «зеленої» економіки. (Серія «Сучасні казки»). — Суми: Університетська книга, 2018. — 68 с.
- Мельник Л. Весела абетка. Суми: ПФ "Видавництво «Університетська книга», 2019. 80 с. (Серія «Веселі уроки»).
- Мельник Л., Даніел, Даріан. Мудрі предмети. Суми: ПФ "Видавництво «Університетська книга», 2019. 72 с. (Серія «Веселі уроки»).
- Мельник Л. Уроки хорошего настроения. Сумы: ЧФ "Издательство «Университетская книга», 2019. 84 с. (Серия «Весёлые уроки»).
- Мельник Л., Даниил, Дариан. Ожидалки. Сумы: ЧФ "Издательство «Университетская книга», 2020. 173 с.